# Gow (krater)
Gow – jezioro meteorytowe wypełniające krater uderzeniowy w prowincji Saskatchewan w Kanadzie. Skały tego krateru są widoczne na powierzchni ziemi.
Jezioro Gow wyróżnia się pośród otaczających jezior polodowcowych kolistym kształtem o średnicy ok. 4 km, z centralną wyspą Calder Island o rozmiarach ok. 1 × 2 km, będącą pozostałością wzniesienia centralnego krateru. Wypełnia ono silnie zerodowany krater uderzeniowy, który powstał nie dawniej niż 250 milionów lat (trias). Ma on średnicę około 5 km. Utworzył go upadek małego ciała niebieskiego, zapewne żelaznego meteoroidu na prekambryjskie skały krystaliczne, głównie gnejsy. Z kraterem związana jest anomalia siły ciężkości. Prócz tego dowodami uderzeniowego pochodzenia tej struktury są znajdowane nad nim impaktyty, tworzące całą sekwencję przetopionych w wyniku uderzenia skał.